# Dongfeng Fengshen A60
La Dongfeng Fengshen A60 è una berlina compatta prodotta dalla casa automobilistica cinese Dongfeng Motor Corporation dal 2011.

## Storia
La Fengshen A60 viene al Salone dell'automobile di Guangzhou nel novembre 2011 e la produzione viene avviata nel dicembre dello stesso anno.
Il modello è frutto di un badge engineering della Nissan Sylphy che viene prodotta in Cina dalla joint venture Dongfeng-Nissan Motor. La gamma motori comprendeva i due propulsori a benzina di origine Nissan 1.6 HR16DE quattro cilindri 16V da 117 cavalli e il 2.0 MR20DE quattro cilindri 16V da 140 cavalli abbinati ad un cambio manuale a 5 rapporti oppure ad un automatico CVT Nissan Xtronic.
Nel 2012, dopo nemmeno un anno dal debutto, la vettura subì un lieve lifting. A causa delle basse vendite la casa madre decise di aggiornare la vettura che vide l'introduzione di una nuova calandra cromata e all'interno di un nuovo tunnel centrale mentre ma gamma era ora composta da nuovi allestimenti più economici e dal prezzo di listino più basso.

### Restyling 2015

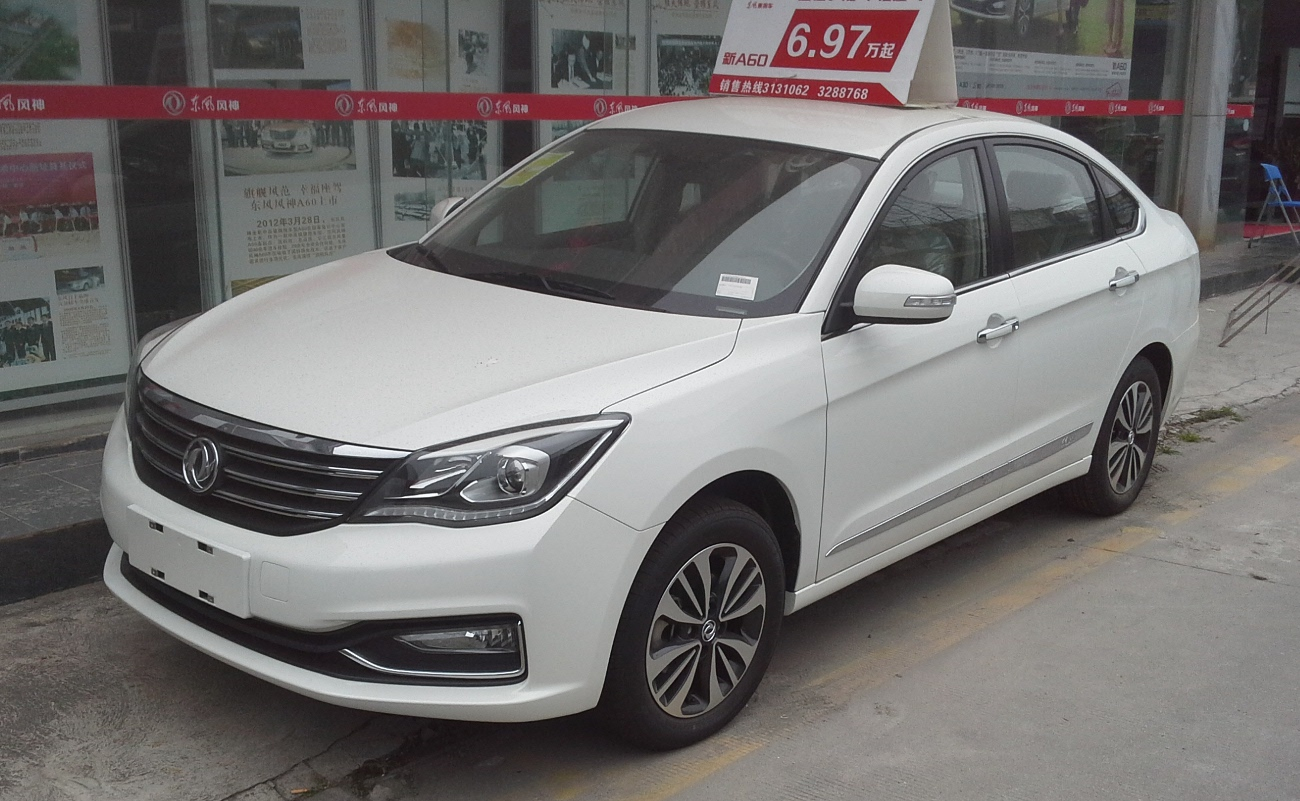
Dongfeng Fengshen A60 secondo restyling

Un secondo restyling è stato presentato nel 2015 e l'aspetto della piccola berlina viene totalmente rinnovato e vede l'introduzione di un nuovo frontale con nuovi proiettori a LED, nuova calandra e e nuovi paraurti abbandonando il design che l'accomunava alla vecchia Nissan Sylphy. La gamma motori si arricchisce del nuovo 1.4 Turbo quattro cilindri 16 valvole sviluppato interamente da Dongfeng da 140 cavalli abbinato ad un cambio manuale a 5 rapporti. Il vecchio 1.6 viene sostituito da un nuovo 1.5 16V aspirato sviluppato da Dongfeng erogante 116 cavalli abbinato al cambio manuale a 5 rapporti o ad un automatico a 4 rapporti. Il 2,0 litri esce di produzione.

## Dongfeng Fengshen A60 EV

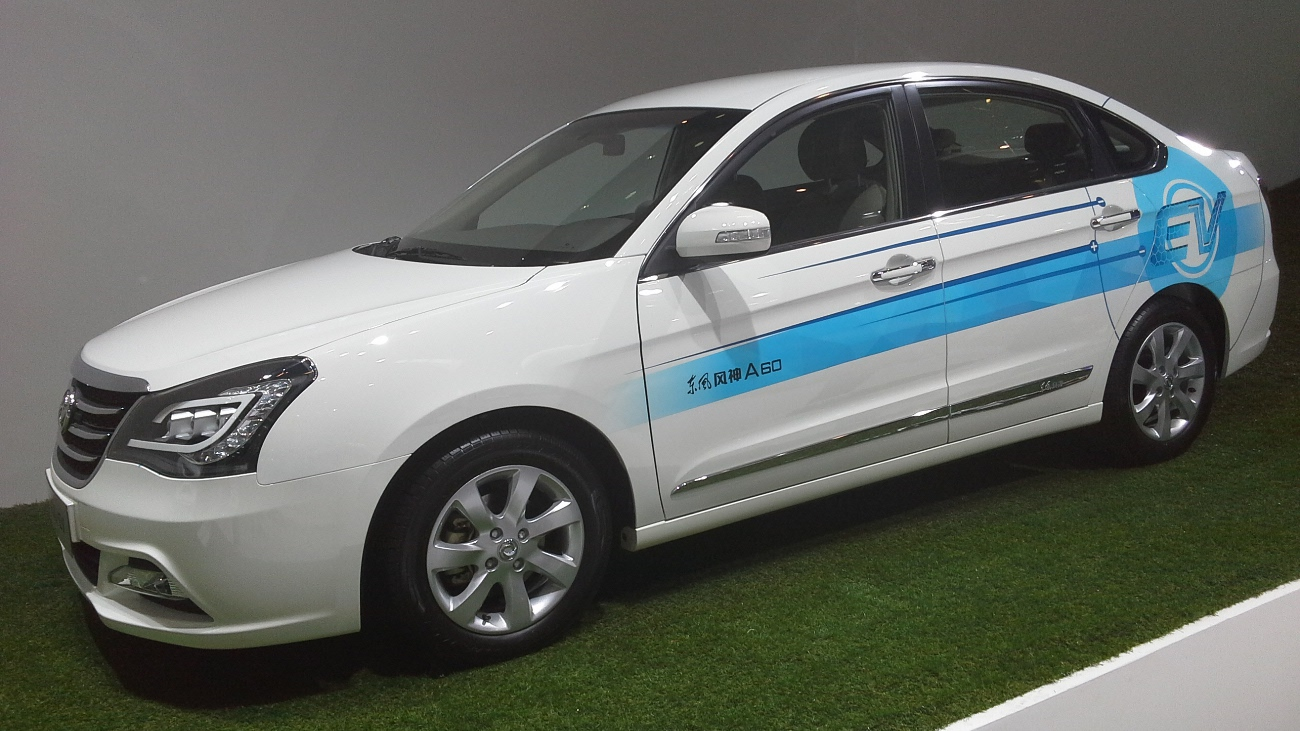
Dongfeng Fengshen A60 EV Concept

Dongfeng ha svelato la Fengshen A60 EV nell'ottobre 2015. Si tratta della versione ad alimentazione elettrica in grado di una autonomia pari a 200 chilometri (ciclo NEDC) ed è equipaggiata con un motore elettrico a magneti permanenti che eroga 95 cavalli e 226 N m di coppia massima; la velocità massima dichiarata è pari a 130 km/h. Venne prodotta solo per flotte.

## Dongfeng Aeolus E70

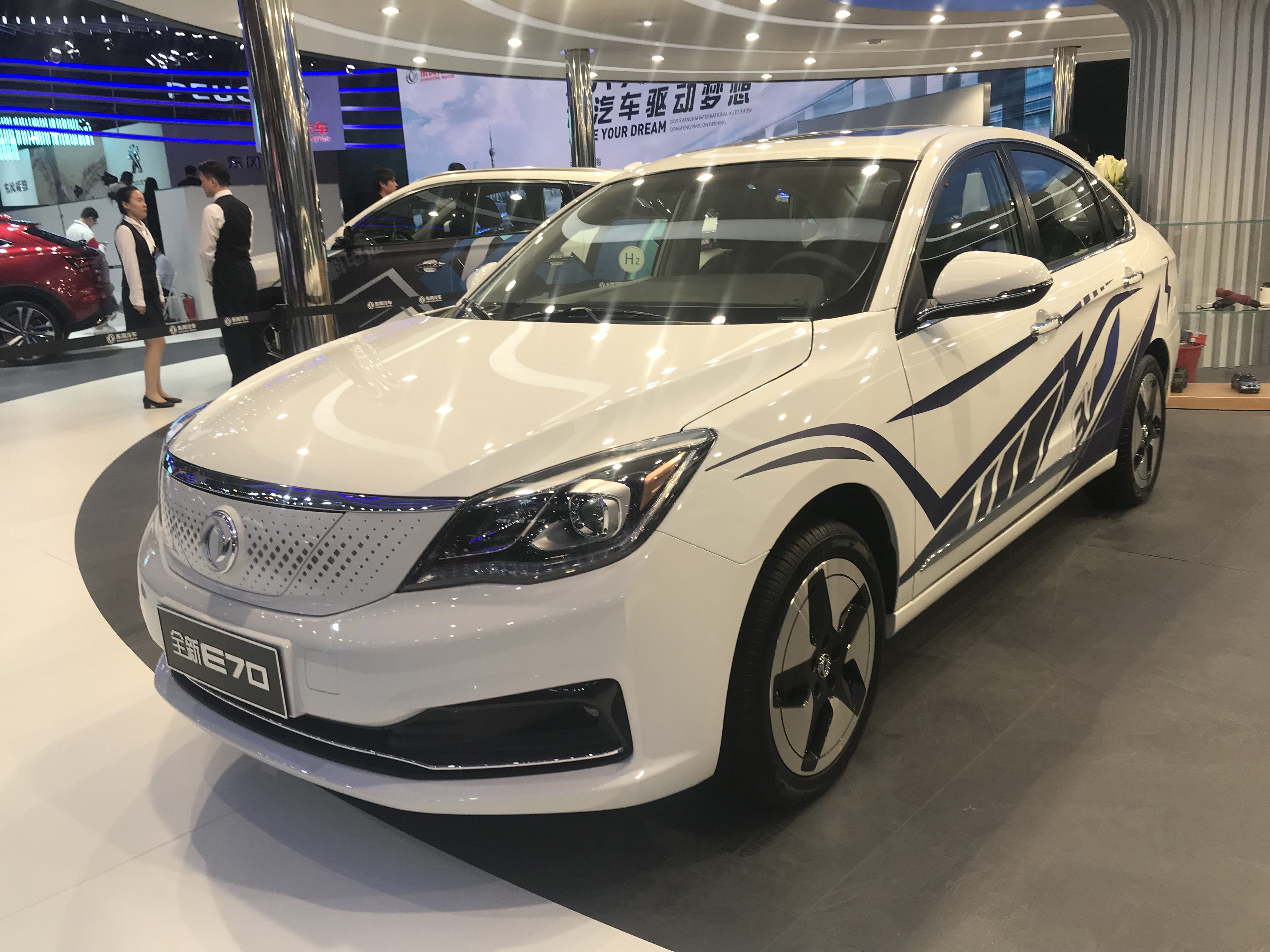
La Aeolus E70 elettrica

Nel settembre 2019 viene presentata la Aeolus E70, un restyling della precedente A60 EV che adotta un nuovo frontale e il nuovo marchio Aeolus (al posto del precedente Fengshen). Esteticamente è uguale alla A60 ristilizzata del 2015 ma possiede un interno specifico con una nuova plancia ridisegnata e nuova strumentazione digitale che incorpora lo schermo touchscreen multifunzionale. Viene proposta in due versioni: EV 500 e EV 600.
La EV 500 possiede un motore elettrico a magneti permanenti che eroga 122 cavalli ed è abbinato ad una batteria ricaricabile da 50.8 kWh e 401 km di autonomia (ciclo NEDC). 
La top di gamma EV 600 possiede lo stesso motore elettrico ma da 150 cavalli con batteria da 61.3 kWh e autonomia pari a 508 km (ciclo NEDC).

## Dongfeng Fengshen E70 4W
Dongfeng Fengshen E70 4W è stata la prima autovettura omologata al mondo con motori in-wheel, cioè motori elettrici a magneti permanenti nelle ruote di produzione ProteanDrive Pd18. I due motori elettrici sono montati nelle ruote posteriori e hanno una potenza di picco di 78 kW e una coppia di 1.250 Nm. L'auto è stata omologata in Cina dal Ministero dell'Industria e della Tecnologia dell'Informazione ed è stata commercializzata sul mercato nel 2023.